# المجلس الخاص للمملكة المتحدة
المجلس الخاص المُكرَّم لدى جلالة الملكة (حسب اسمه الرسميّ) هو هيئة رسميَّة من المستشارين الذين يساعدون الملوك على اتخاذ القرارات في المملكة المتحدة. معظم أعضاء هذه الهيئة هم من السياسيِّين المحنَّكين، الذين لديهم عضوية حالية أو سابقة في مجلس العموم أو مجلس اللوردات.
حل المجلس الخاص الحديث في المملكة المتحدة مكان مجلسين قديمَين منفصلين كانا قائمين في إنكلترا واسكتلندا، وقد كان فيما مضى مؤسَّسة ذات سلطة ونفوذ كبيرَين، إلا أنَّ جميع قرارته الحقيقية أصبحت الآن حكراً على لجنة تُدعَى الكابينة (وهي لجنة تضمُّ رئيس الوزراء و22 من وزراء الحُكومة). تعد الوظيفة الرسمية للمجلس هي تقديم نصائح للملك والملكة حول كيفيَّة استعمال منصبهما، ويمكن للمؤسسة الملكية عندما تتحد مع المجلس الخاص أن يُصدِرا تعميماتٍ ذات سلطة حصريَّة تدعى Orders in Council. كما أنَّ لدى المجلس الخاص بحدِّ ذاته سلطة إصدار تعميمات أقلَّ شأناً تدعى Orders of Council، وهي عادةً ما تستعمل لتنظيم بعض المؤسسات الحكومية. يمكن للمجلس الخاص أن يقدم للملكة نصائح حيال الميثاقات الملكية، التي تمنح معاملة خاصَّة لبعض الشركات أو سلطة مدينة لبعض البلدات المحلية.

## خلفية تاريخية
سبق المجلس الخاص في المملكة المتحدة المجلس الخاص في اسكتلندا والمجلس الخاص في إنجلترا. فيما يلي الأحداث الرئيسية في تشكيل المجلس الخاص الحديث:
:في إنجلترا الأنجلوسكسونية، كان وايتيناغيموت معادلًا مبكرًا للمجلس الخاص في إنجلترا. خلال فترات حكم الملوك النورمانديين، كانت المحكمة الملكية تقدم النصح للتاج الإنجليزي، والتي كانت تتألف من أقطاب ورجال دين ومسؤولين رفيعي المستوى. كانت الهيئة معنية في الأصل بإسداء المشورة للملك بشأن التشريع والإدارة والعدل. في وقت لاحق، نشأت هيئات مختلفة تتولى وظائف متميزة من المحكمة. تولت محاكم القانون أعمال إقامة العدل، بينما أصبح البرلمان الهيئة التشريعية العليا للمملكة. ومع ذلك، احتفظ المجلس بصلاحية الاستماع إلى المنازعات القانونية، سواء في الدرجة الأولى أو في الاستئناف. علاوة على ذلك، قُبلت القوانين التي يضعها الملك بناءً على مشورة المجلس، وليس بناءً على مشورة البرلمان، على أنها صحيحة. غالبًا ما استخدم الملوك الأقوياء المجلس للتحايل على المحاكم والبرلمان. على سبيل المثال، سُمح للجنة المجلس -التي أصبحت فيما بعد محكمة ستار تشامبر- خلال القرن الخامس عشر بإنزال أي عقوبة باستثناء الإعدام، دون التقيد بإجراءات المحكمة العادية. في عهد هنري الثامن، سُمح للملك، بناءً على نصيحة المجلس، بسن القوانين بمجرد الإعلان. لم تُستعاد السيادة التشريعية للبرلمان إلا بعد وفاة هنري الثامن. أصبح المجلس التاسع عشر بحلول عام 1540 مؤسسة وطنية جديدة، على الأرجح، من إنشاء توماس كرومويل بدون تعريفات دقيقة لسلطاتها. على الرغم من احتفاظ المجلس الملكي بالمسؤوليات التشريعية والقضائية، إلا أنه أصبح هيئة إدارية في المقام الأول. تألف المجلس من أربعين عضوًا في عام 1553، في حين ضم هنري السابع أكثر من مئة موظف لمجلسه. اعتمد الملوك على لجنة عمل أصغر تطورت إلى مجلس الوزراء الحديث.
بحلول نهاية الحرب الأهلية الإنجليزية، ألغي النظام الملكي ومجلس اللوردات والمجلس الخاص. أنشأت الغرفة البرلمانية المتبقية، مجلس العموم، مجلس الدولة لتنفيذ القوانين وتوجيه السياسة الإدارية. انتُخب أعضاء المجلس الواحد والأربعين من قبل مجلس العموم؛ ترأس المجلس أوليفر كرومويل، الديكتاتور العسكري للأمة بحكم الأمر الواقع. ومع ذلك، في عام 1653، أصبح كرومويل اللورد الحامي، وتقلص عدد أعضاء المجلس إلى ما بين ثلاثة عشر وواحد وعشرين عضوًا، انتُخبوا جميعًا من قبل مجلس العموم. في عام 1657، منح مجلس العموم كرومويل صلاحيات أكبر، بعضها يذكرنا بالسلطات التي يتمتع بها الملوك. أصبح المجلس معروفًا باسم مجلس الحامي الخاص؛ يُعيّن أعضائه من قبل اللورد الحامي، رهنًا بموافقة البرلمان.
في عام 1659، قبل فترة وجيزة من استعادة النظام الملكي، ألغي مجلس الحامي. أعاد تشارلز الثاني المجلس الملكي الخاص، لكنه، مثل ملوك ستيوارت السابقين، اختار الاعتماد على مجموعة صغيرة من المستشارين. في عهد جورج، نُقلت المزيد من السلطة إلى هذه اللجنة. بدأت الاجتماع في غياب صاحب السيادة، وتبلغه بقراراتها بعد وقوعها.
وهكذا، توقف المجلس البريطاني الخاص، ككل، عن كونه هيئة من المستشارين السريين المهمين للملك؛ وانتقل الدور إلى لجنة تابعة للمجلس، تعرف الآن باسم مجلس الوزراء.

## التكوين
يُعرف صاحب السيادة، عند التصرف بناءً على مشورة المجلس، باسم الملك في المجلس أو الملكة في المجلس. يُعرف أعضاء المجلس بشكل جماعي باسم لوردات التابعين لمجلس جلالتها الأكثر تشريفًا (أحيانًا اللوردات وغيرهم التابعين لمجلس جلالتها). رئيس الهيئة هو اللورد رئيس المجلس، وهو رابع أعلى مسؤول كبير في الدولة، وعضو في مجلس الوزراء وعادة ما يكون إما زعيم مجلس اللوردات أو مجلس العموم. المسؤول الآخر المهم هو الكاتب، الذي يُلحق توقيعه بجميع الأوامر الصادرة في المجلس.
يمكن استخدام كل من مستشار المجلس الخاص ومستشار الملك الخاص بشكل صحيح للإشارة إلى أحد أعضاء المجلس. ومع ذلك، يفضل مكتب مجلس الخاص استخدام التسمية الأولى، مع التأكيد على استخدام اللغة الإنجليزية لمصطلح المستشار على أنه الشخص الذي يقدم المشورة، بدلًا من الشخص الذي هو عضو في المجلس. يقال إن المستشار الخاص هو من يؤدي اليمين في المجلس بعد أن يستقبله الملك.
يجوز للملك أن يعين أي شخص مستشارًا خاصًا، ولكن في الممارسة العملية، تتم التعيينات فقط بناءً على نصيحة حكومة صاحبة الجلالة. غالبية المعينين هم من كبار السياسيين، بما في ذلك وزراء التاج، وزعيم المعارضة الأكثر ولاءً لصاحبة الجلالة، وزعيم ثالث أكبر حزب في مجلس العموم، ورؤساء الإدارات المفوضة، وكبار السياسيين من دول الكومنولث. إلى جانب هؤلاء، يضم المجلس عددًا قليلًا جدًا من أفراد العائلة المالكة (عادةً ما يكون القرين والوريث الظاهر فقط)، وعشرات من القضاة من دول الكومنولث البريطانية، وعدد قليل من رجال الدين وعدد صغير من كبار موظفي الخدمة المدنية.
لا يوجد حد قانوني لعضوية المجلس. لا يتمتع الأعضاء بالحق التلقائي في حضور جميع اجتماعات المجلس الخاص، ويُستدعى بعضهم بشكل منتظم للاجتماعات (في الممارسة وفقًا لتقدير رئيس الوزراء).
أصبح كبار أساقفة كنيسة إنجلترا الثلاثة -رئيس أساقفة كانتربري، ورئيس أساقفة يورك وأسقف لندن- مستشارين خاصين عند التعيين. قد يُعيّن أيضًا كبار أعضاء العائلة المالكة، لكن هذا يقتصر على زوجة الملك، ووريثه الظاهر، وزوجة ولي العهد. يُعيّن دائمًا السكرتير الخاص للملك مستشارًا خاصًا، مثل اللورد تشامبرلين، ورئيس مجلس العموم، واللورد الأعلى. ينضم قضاة المحكمة العليا للمملكة المتحدة، وقضاة محكمة الاستئناف في إنجلترا وويلز، وكبار القضاة في الغرفة الداخلية لمحكمة الجلسة (أعلى محكمة قانونية في اسكتلندا) ورئيس القضاة في أيرلندا الشمالية إلى المجلس الخاص بحكم مناصبهم.